# Eduard Dämel

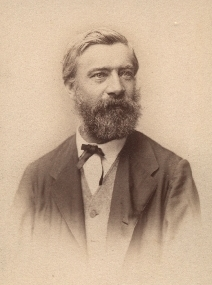
Eduardo Damle

Eduard C. F. Dämel también conocido simplemente como Daemel (1821–3 de septiembre de 1900) fue un entomólogo alemán. Dämel, como algunos otros entomólogos de la época era un comerciante de insectos, estando Daemel ubicado en Hamburgo .
Pasó los años de 1867 a 1874 en Queensland, Australia, donde recolectó insectos y otro material biológico (incluyendo especímenes botánicos para el Museo Godeffroy ). Dämel era el agente de Jacob Boll, un entomólogo nacido en Suiza que vivía en Texas. Boll le suministró insectos del suroeste de los Estados Unidos y el noroeste de México .
Dämel y otra entomóloga de Hamburgo que trabajaba en Australia, Amalie Dietrich, recolectaron las mariposas descritas por Georg Semper en 1879 en " Beitrag zur Rhopalocerenfauna von Australien ". ( J. Mus. Godeffroy 14 : 138–194 + Láminas 8, 9).

## Legado
El legado de Dämel se conmemora con el nombre científico de una especie de serpiente venenosa australiana, Hemiaspis damelii .

## Fuente
- Weidner, H. (1967). " Geschichte der Entomologie en Hamburgo ". ab. Verh. Naturwiss. versión Hamburgo, NF 9 (Suplemento): 5–387.